# Cicadulina tortilla
Cicadulina tortilla är en insektsart som beskrevs av Caldwell 1952 . Cicadulina tortilla ingår i släktet Cicadulina och familjen dvärgstritar. Inga underarter finns listade i Catalogue of Life.